# Mrtva priroda (album)
Mrtva priroda treći je studijski album srpskog rock/hard rock sastava Riblja čorba, koji izlazi 1981., a objavljuje ga diskografska kuća PGP RTB.

## Popis pjesama
| Br. | Skladba                                                 | Trajanje |
| --- | ------------------------------------------------------- | -------- |
| 1.  | »Volim, volim, volim, volim žene«                       |          |
| 2.  | »Ne veruj ženi koja puši drinu bez filtera (ostavi je)« |          |
| 3.  | »Ja sam se ložio na tebe«                               |          |
| 4.  | »Prevara«                                               |          |
| 5.  | »Pobeći negde«                                          |          |
| 6.  | »Pekar, lekar, apotekar«                                |          |
| 7.  | »Odlazak u grad«                                        |          |
| 8.  | »Vetar, duva, duva, duva«                               |          |
| 9.  | »Na zapadu ništa novo«                                  |          |
| 10. | »Neću da ispadnem životinja«                            |          |

## Izvođači
- Bora Đorđević - vokal
- Radislav Kojić - solo gitara
- Momčilo Bajagić - ritam gitara
- Miroslav Aleksić - bas
- Miroslav Milatović - bubnjevi